# Tentharing

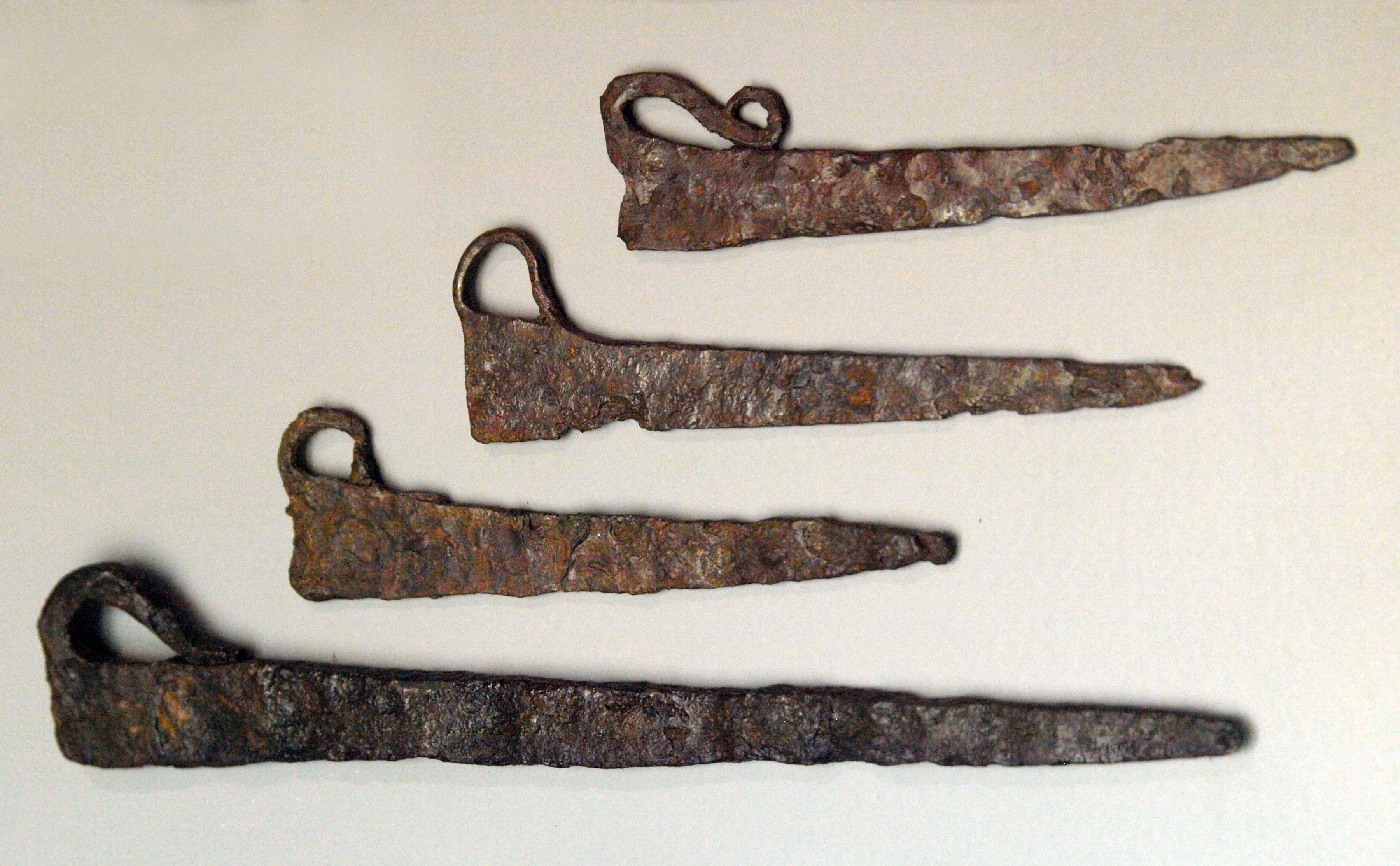
Romeinse tentharingen gemaakt van ijzer, ongeveer 2e / 3e eeuw

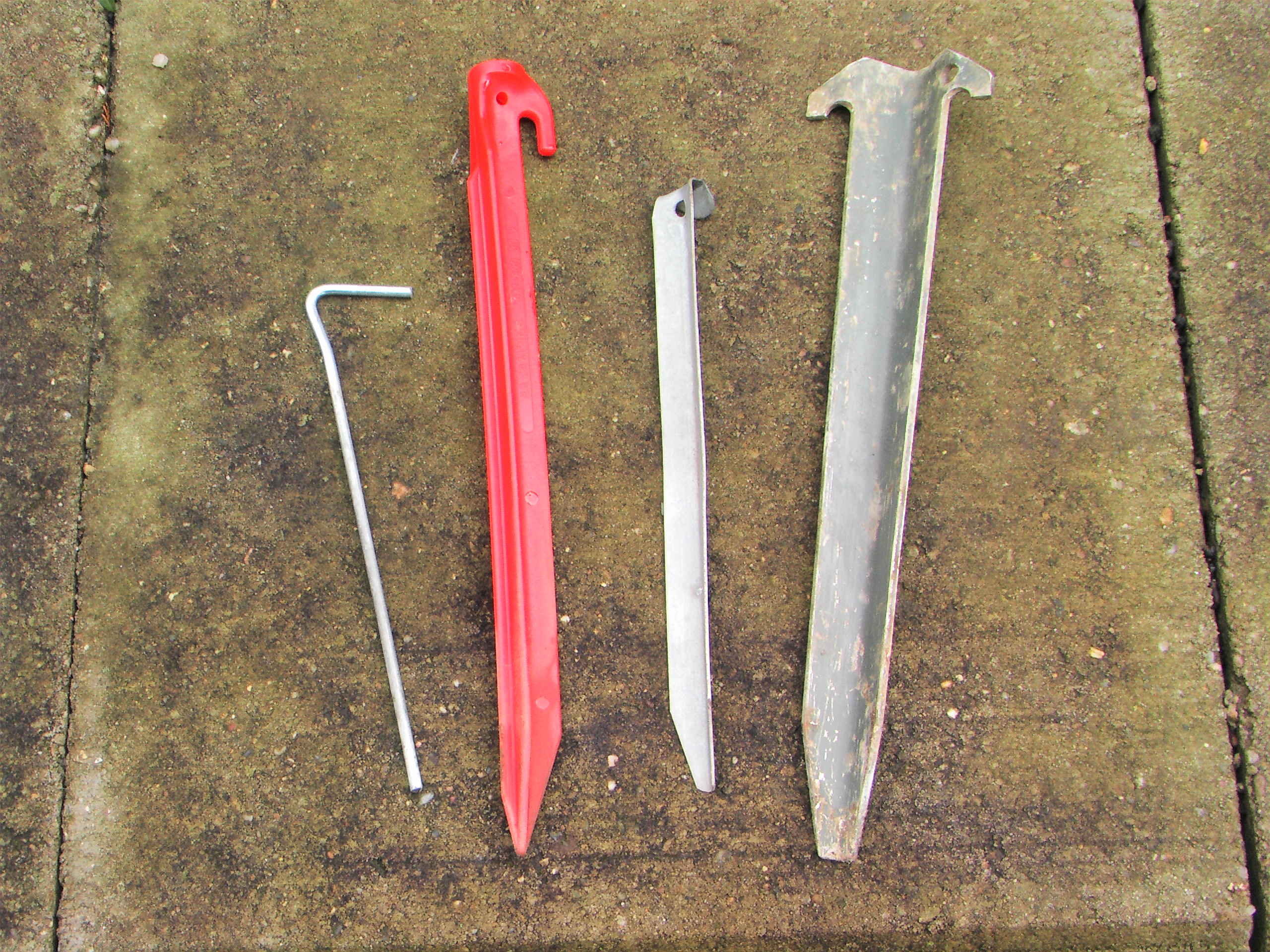
Tentharingen

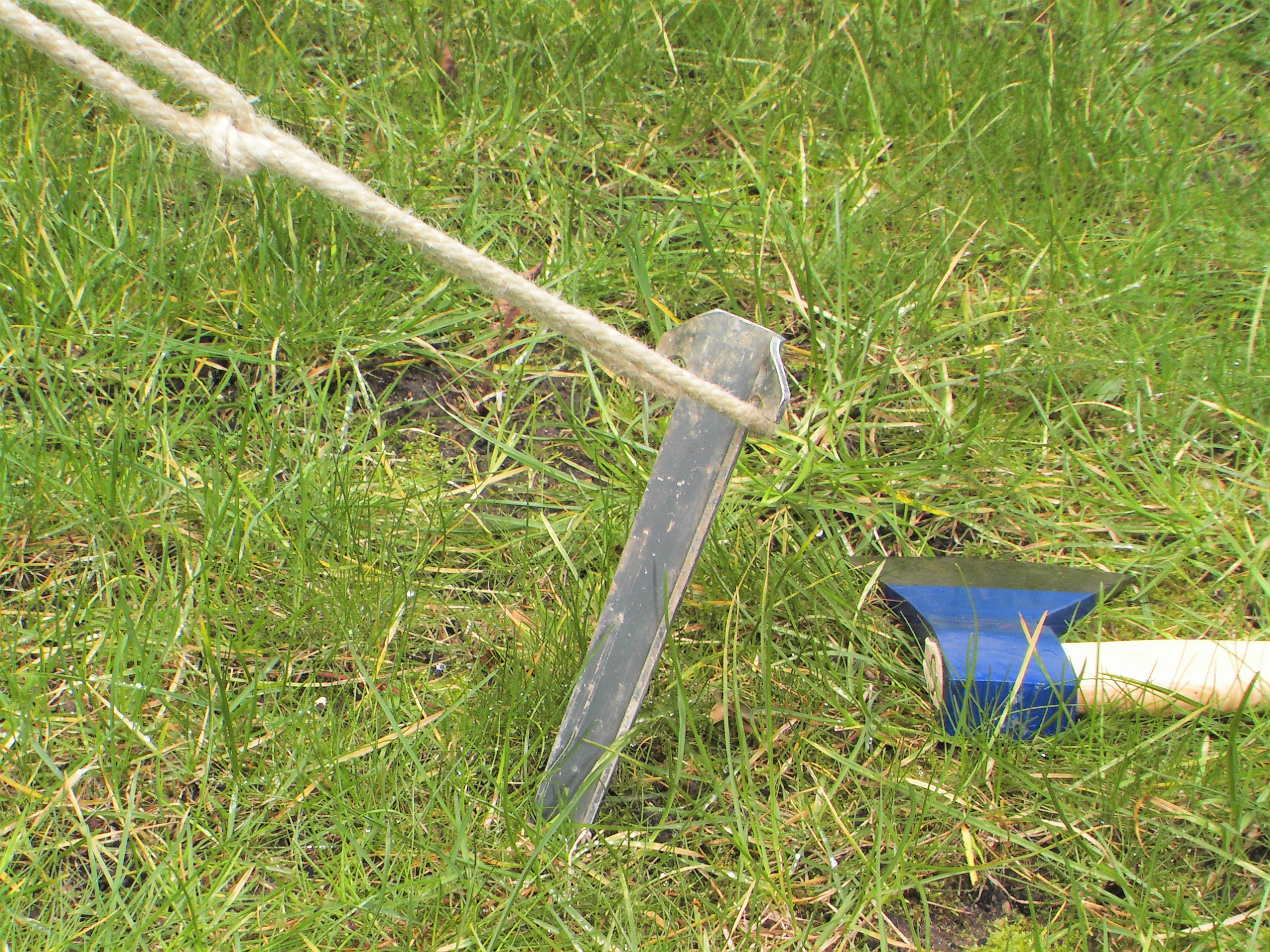
Fout ingeslagen tentharing; De scheerlijn is te hoog bevestigd of doordat de haring niet schuin genoeg ingeslagen is de lijn naar boven gegleden.

Een tentharing of tentpen (meestal kortweg haring  of pen genoemd, in Vlaanderen: piket) is een soort pen, die in de grond wordt geslagen voor het bevestigen van de scheerlijnen van een tent. Aan de onderzijde heeft de haring een punt. Aan de bovenzijde is deze omgebogen in een hoek, een open haak of gesloten oog of heeft deze een inkeping, zodat de scheerlijn er niet af schiet.
Haringen worden schuin in de bodem geplant, met de bovenkant van de tent af, zodanig dat als de scheerlijn aan de haring trekt de scheerlijn langs de haring omlaag glijdt en niet omhoog. Op deze manier trekt de scheerlijn bij de grond aan de haring en zal spanning op de scheerlijn de haring niet uit de bodem trekken, met de bedoeling dat de tent (ook bij sterke wind) blijft staan.
Haringen waren oorspronkelijk vaak van hout en hadden inderdaad de vorm van een vis. Tegenwoordig worden ze meestal van metaal gemaakt, eerst van staal, maar met de ontwikkeling van lichtgewichttenten later vooral van aluminium. Er bestaan echter ook haringen in kunststof en titanium. Voor harde bodems verdienen stalen pennen echter nog steeds de voorkeur. Dit zijn vaak rotspennen: grote spijkers met een opgelast dwarsstukje. Als het gewicht van rotspennen een bezwaar is, kan men ook één rotspen gebruiken en deze telkens weer uittrekken om in het gat een gewone pen te steken. Voor gebruik in los zand, zoals in duingebieden, bestaan er speciale houten haringen. Ook voor sneeuw bestaan er speciale haringen.